# Jolien Vermeylen
Jolien Vermeylen, född 2 maj 1994 i Leuven, är en belgisk triathlet.

## Karriär
I augusti 2022 var Vermeylen en del av Belgiens lag som slutade på fjärde plats i mixstafetten vid EM i München. I juni 2023 tog hon brons i olympisk distans vid europeiska spelen i Kraków-Małopolska.